# Jules Saulnier
Pour les articles homonymes, voir Saulnier.

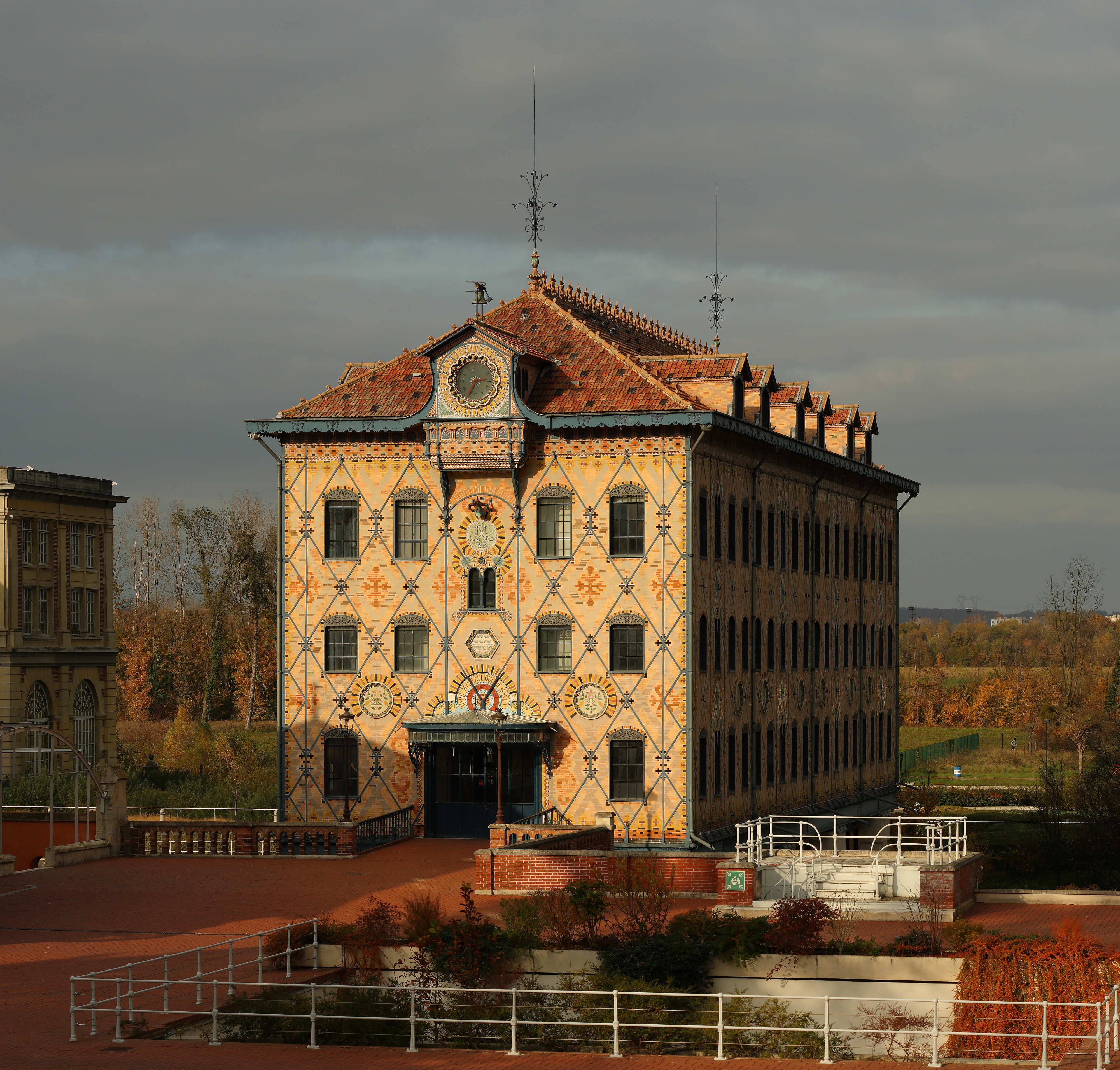
Moulin Saulnier (Noisiel, 2007)

Louis Jules Saulnier (Paris, 14 mars 1817 - Paris 6e, 10 novembre 1881) est un architecte français. 

## Œuvres architecturales
Il est principalement connu pour sa réalisation du bâtiment de la chocolaterie Menier, à Noisiel (Seine-et-Marne), dont 
le « Moulin Saulnier » : de nombreux historiens citent son bâtiment qui, en 1872, semble être le premier à avoir été conçu avec une structure de façades métalliques porteuses, au sein du treillis de laquelle viennent s'insérer des briques vernissées et de la céramique.  Ce bâtiment est basé sur les travaux de Viollet le Duc, notamment sa maison à pans de fer illustrée dans ses "Entretiens sur l'Architecture". L'usine est partiellement inscrite en 1986 puis partiellement classée au titre des monuments historiques par arrêté du 7 février 1992
En outre, on lui doit :
- Maison dite villa Tronquoy[5] à Vervins
- La Ferme du Buisson[6]
- L'ancienne pharmacie centrale à Saint-Denis (Seine-Saint-Denis)[7]
- La maison Bouvaist aux Mureaux
- L'atelier du château de By de Rosa Bonheur[8]

## Hommages
Une rue de Saint-Denis, en banlieue proche de Paris, porte son nom.

## Famille
Par son frère (Charles) Émile Saulnier (1828-1900), on sait que ses parents sont Pierre Louis Saulnier et Bienaimée Sophie Mapou.